# 2019년 7월 죽음
다음은 2019년 7월에 사망한 저명한 인물 목록이다.
- 7월 1일
  - 미국의 기독교 조직신학자 노만 가이슬러
  - 미국의 야구선수 타일러 스캐그스
- 7월 6일
  - 브라질의 보사노바 연주가 주앙 지우베르투
  - 미국의 배우 캐머런 보이스
- 7월 9일
  - 아르헨티나의 제51대 대통령 페르난도 데 라 루아
  - 미국의 정치인 로스 페로
  - 일본의 연예기획자 자니 키타가와
  - 미국의 배우 립 톤
- 7월 10일 - 이탈리아의 영화배우 발렌티나 코르테세
- 7월 12일 - 미국의 컴퓨터 과학자 페르난도 J. 코바토
- 7월 13일 - 대한민국의 제주특별자치도의원 윤춘광
- 7월 14일 - 방글라데시의 제9대 대통령 후세인 무하메드 에르샤드
- 7월 16일
  - 대한민국의 정치인 정두언
  - 미국의 대법관 존 폴 스티븐스
  - 영국의 가수 자니 클레그
  - 미국의 윤리학자 대니얼 캘러핸
- 7월 18일
  - 미국의 영화배우 데이비드 헤디슨
  - 일본의 애니메이션 감독 타케모토 야스히로
  - 일본의 애니메이터, 캐릭터 디자이너 니시야 후토시
- 7월 19일
  - 중국의 가수 야오리
  - 아르헨티나의 건축가 시저 펠리
  - 네덜란드의 영화배우 루트거 하우어
- 7월 20일
  - 이탈리아의 영화배우 일라리아 오키니
  - 쿠바의 시인 로베르토 페르난데스 레타마르
- 7월 22일
  - 일본의 외교관 아마노 유키야
  - 중화인민공화국의 정치인 리펑
- 7월 24일
  - 대한민국의 시인 황병승
  - 대한민국의 영화감독 남기남
- 7월 25일 - 튀니지의 제11대 대통령 베지 카이드 에셉시
- 7월 26일 - 미국의 성우 루시 테일러
- 7월 27일 - 미국의 물리학자 존 로버트 슈리퍼
- 7월 29일
  - 대한민국의 프로게이머 박경락
  - 대한민국의 국회의원 천영성
- 7월 31일 - 대한민국의 성우 박일